# Lewaschowo-Gedenkfriedhof

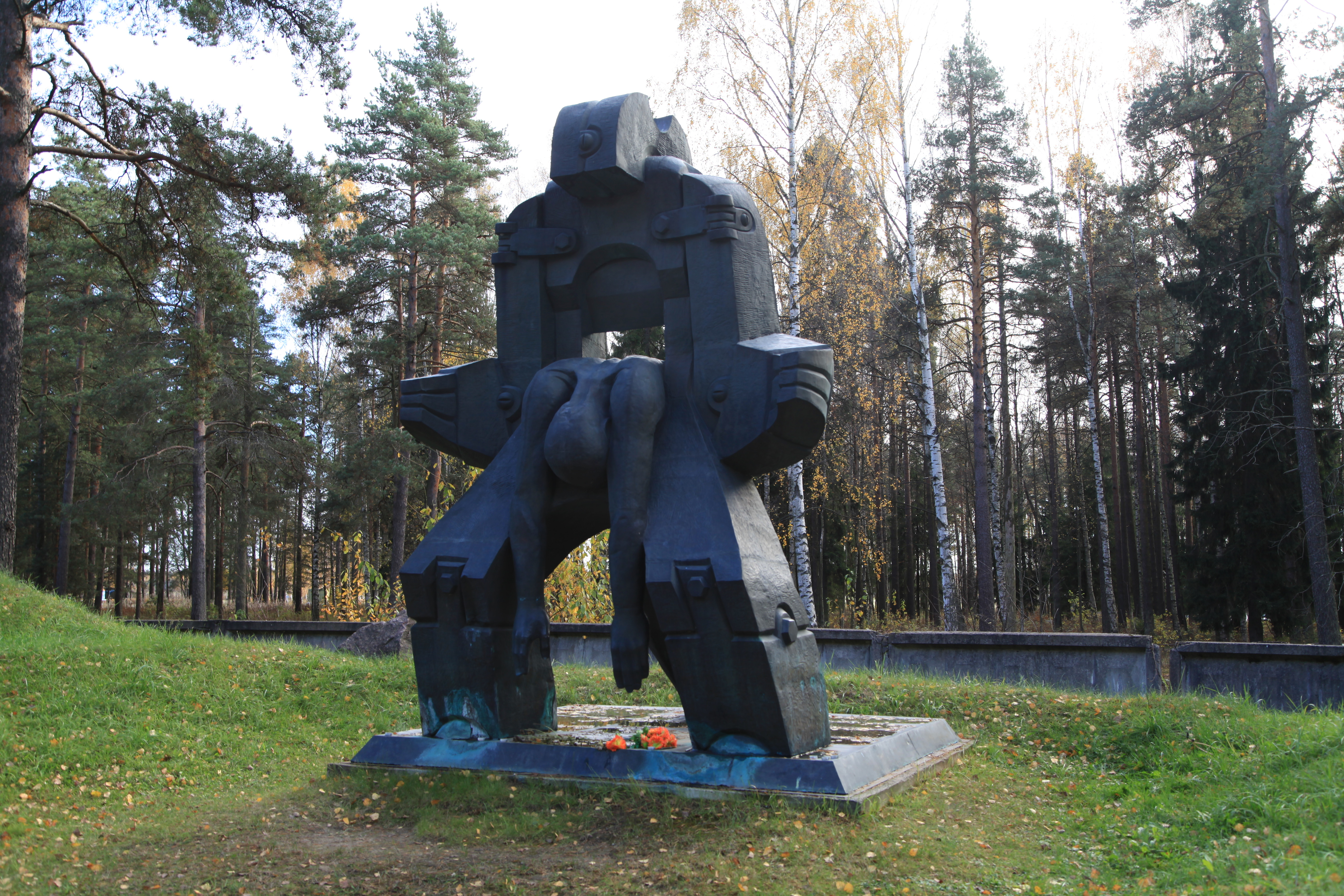
Denkmal Moloch des Totalitarismus, eingeweiht 1996 (2013)

Der Lewaschowo-Gedenkfriedhof (russisch Левашовское мемориальное кладбище, Lewaschowskoje memorialnoje kladbischtsche) ist ein Friedhof in Sankt Petersburg. Er ist zum Gedenken an die Opfer politischer Repression in der Sowjetunion zwischen 1937 und 1954 angelegt. In der Zeit des Stalinismus wurden nach Aufzeichnungen des NKWD Zehntausende von Personen aus politischen Gründen in Leningrad hingerichtet. Allein in der Zeit des Großen Terrors seien etwa 8000 Menschen erschossen worden oder starben auf andere Weise. Der Friedhof befindet sich unweit vom Bahnhof des Petersburger Quartiers Lewaschowo im Wyborger Rajon. Er liegt in einem brachliegenden Gebiet namens Lewaschowskaja Pustosch (russisch Левашовская пустошь), dem Lewaschowo-Ödland. Er umfasst eine Fläche von 6,5 Hektar und wurde am 18. Juli 1989 durch Beschluss Nr. 544 des Leningrader Stadtrates als Gedenkfriedhof anerkannt.

## Geschichte

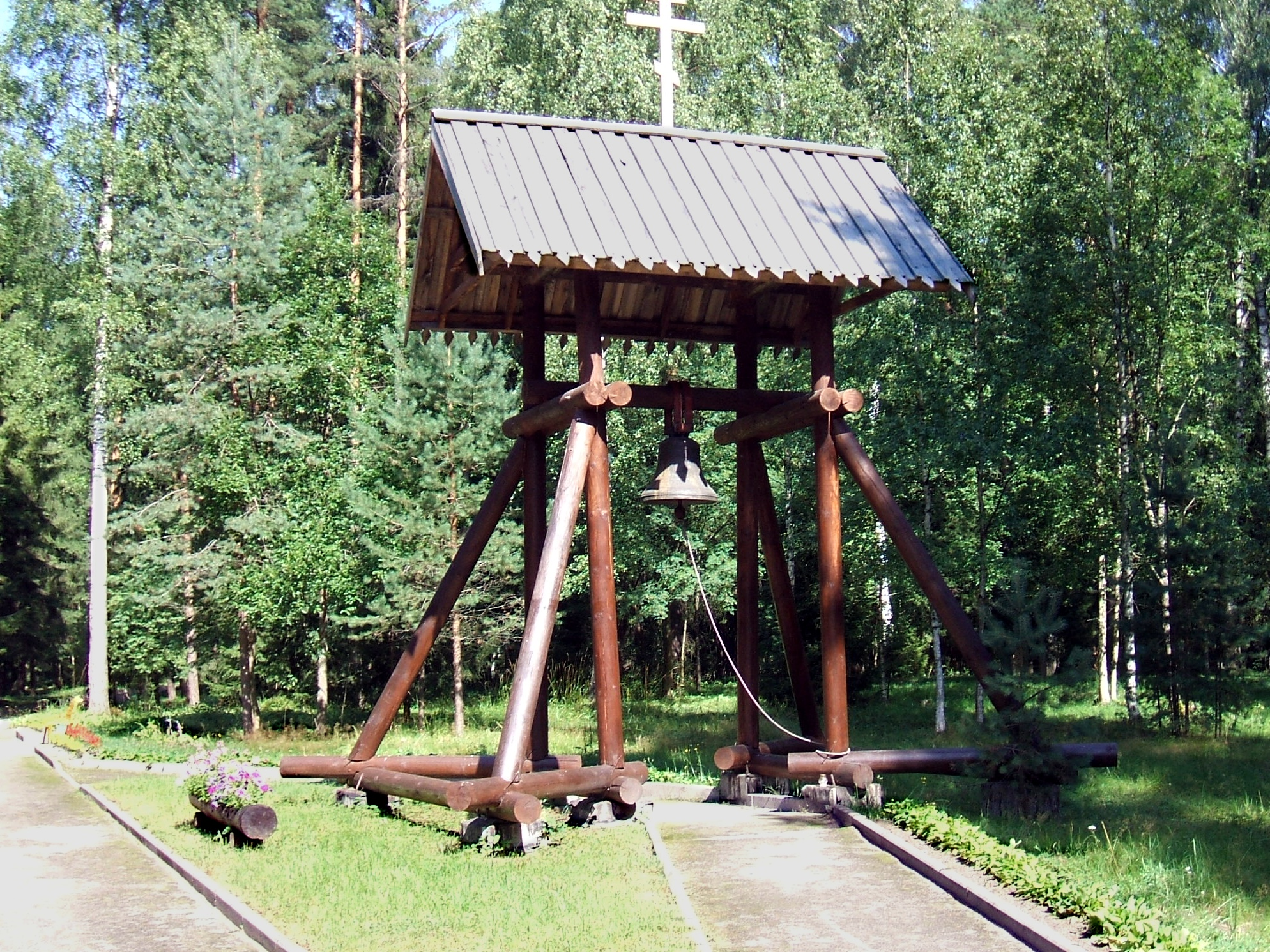
Glocke (2010)

Die Suche nach den Massengräbern begann nach dem Beschluss des Politbüros vom 5. Januar 1989 mit dem Titel „Über ergänzende Maßnahmen zur Wiederherstellung der Gerechtigkeit in Bezug auf die Opfer der Repressionen der 30er, 40er und 50er Jahre“. Im Frühling 1989 fand die Menschenrechtsorganisation Memorial erstmals Leichen aus der Zeit des Großen Terrors. Bis in dieses Jahr war der Ort vom KGB geheim gehalten worden, noch 1989 hatten dessen Angehörige die sinkenden Erdmulden aufgeschüttet, um sie zu verbergen. 1990 wurde das Gelände vom FSB, der Nachfolgeorganisation des KGB, der Stadtverwaltung übergeben. Anfang der 1990er Jahre druckten lokale Zeitungen die so genannten martirology – die Erschießungslisten – ab. Erstmals überhaupt erfuhren Menschen vom Lagerschicksal und erhielten aufgrund des Rehabilitierungsgesetzes vom 18. Dezember 1991 Rehabilitierungsscheine für ihre „verschwundenen Angehörigen“.
Der Friedhof enthält zwar einige von Besuchern aufgestellte Grabsteine, und an vielen Bäumen sind Fotos von hier Erschossenen befestigt. Doch in keinem Fall lässt sich mit Gewissheit sagen, dass die betreffende Person genau an dieser Stelle begraben wurde. Zahlreiche Gegenstände wie Gedenktafeln sind persönliche Erinnerungsstücke von Angehörigen und oft symbolischer Natur, da der eigentliche Bestattungsort unbekannt und oft unmöglich zu bestimmen ist. Als Besonderheit dieses Friedhofs wurden ab 1992 einige Denkmäler für Angehörige verschiedener Völker und Religionsgemeinschaften errichtet, beispielsweise für Litauer, Belarussen, Ukrainer, Polen, Esten, Letten, Finnen, Norweger, Deutsche, Italiener, Juden, Assyrer, indigene Völker in Russland sowie Angehörige des russischen Klerus. Am 15. Mai 1996 wurde das Denkmal Moloch des Totalitarismus in Anwesenheit des Bürgermeisters Anatoli Sobtschak eingeweiht.

## Jährliche Gedenkfeiern
Am 25. Januar oder am darauf folgenden Sonntag findet jeweils auf dem Friedhof das Fest der Neuen Märtyrer und Bekenner der Russischen Kirche statt, das vom St. Petersburger Metropoliten der Russisch-Orthodoxen Kirche abgehalten wird. Weitere Gedenkveranstaltungen sind auf den Juni sowie auf den am 18. Dezember 1991 eingeführten Gedenktag für die Opfer politischer Gewalt am 30. Oktober angesetzt.

## Einige hier beerdigte Personen

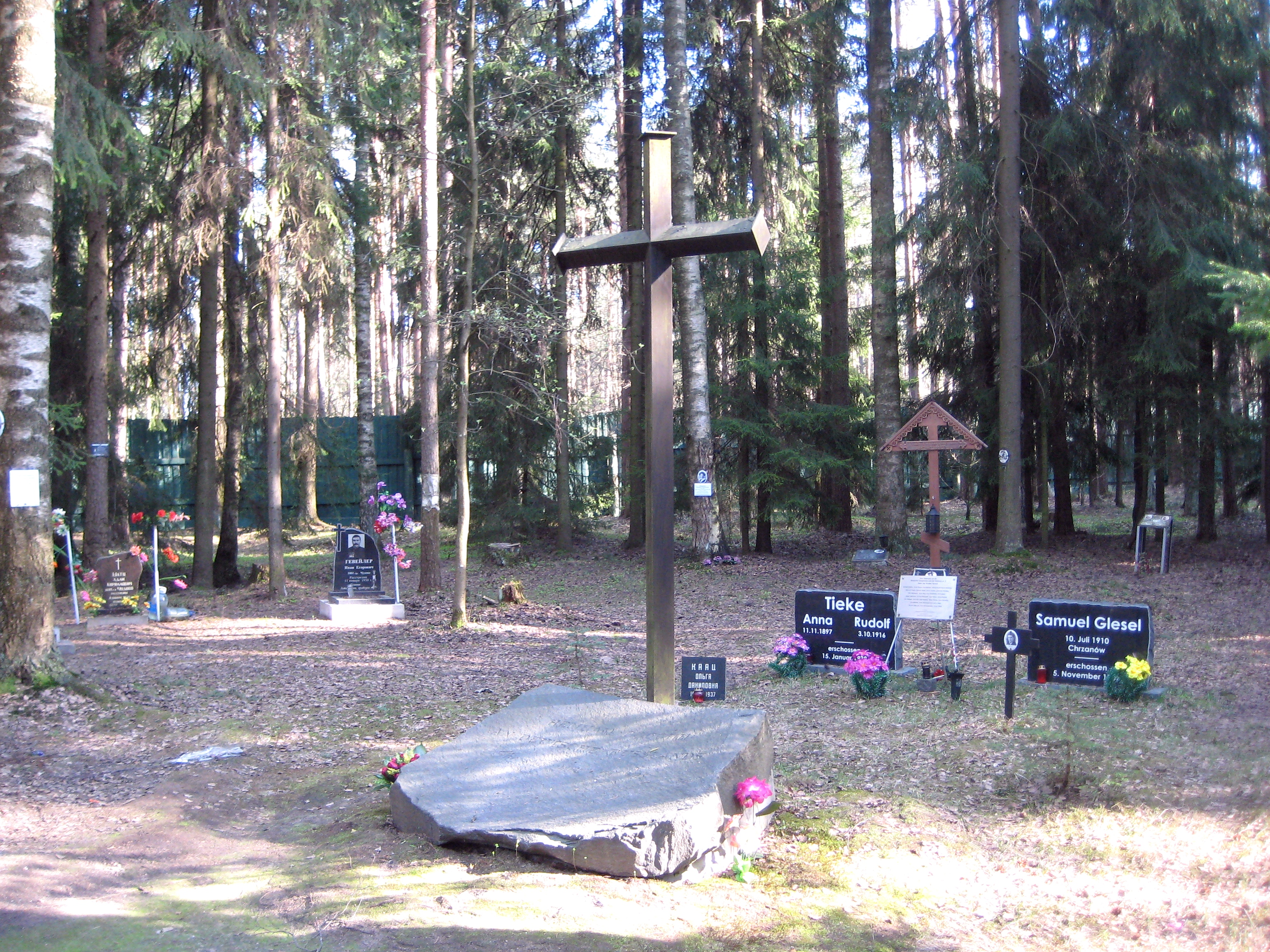
Gedenkstätte für deutsche Opfer des Stalinismus (2016)

- Wiktor Abakumow (1908–1954), Funktionär der Staatssicherheit
- Wladimir Beneschewitsch (1874–1938), Historiker, Forscher der byzantinischen Geschichte, Philologe und Paläograph
- Matwei Bronstein (1906–1938), theoretischer Physiker
- Pawel Florenski (1882–1937), Religionsphilosoph, Theologe, Mathematiker und Kunstwissenschaftler
- Boris Gerassimowitsch (1889–1937), ukrainisch-russischer Astronom, Astrophysiker und Hochschullehrer
- Samuel Glesel (1910–1937), deutschsprachiger Journalist und Schriftsteller
- Boris Kornilow (1907–1938), Dichter
- Alexei Kusnezow (1905–1950), Politiker (KPdSU) und Generalleutnant der Roten Armee
- Benedikt Liwschiz (1886 oder 1887–1938), Schriftsteller, Dichter und Übersetzer aus dem Französischen
- Nikolai Michelson (1895–1938), Flugzeugbauer
- Paul Schreier (1880–1937), deutscher Kommunalpolitiker (KPD)
- Anna Tieke und Rudolf Tieke (1897–1938/1916–1938), deutsche Kommunistin und ihr Sohn
- Nikolai Wosnessenski (1903–1950), Ökonom und Politiker